# Апостольская префектура Шаоу
Апостольский префектура Шаоу (лат. Apostolica Praefectura Shaovuensis) — апостольская префектура Римско-Католической церкви с центром в городе Шаоу, Китай. Апостольская префектура Шаоу распространяет свою юрисдикцию на часть территории провинции Фуцзянь. Апостольская префектура Шаоу подчиняется непосредственно Святому Престолу.

## История
18 июля 1929 года Римский папа Пий XI издал бреве Concreditum Nobis, которой учредил миссию sui iuris Шаоу, выделив её из апостольского викариата Фучжоу (сегодня - Фучжоу).
21 мая 1938 года Римский папа Пий XI издал буллу In infidelium regiones, которой преобразовал миссию sui iuris Шаоу в апостольскую префектуру.

## Ординарии апостольской префектуры
- священник Heribert Aloysius Theodor Winkler (1930 — 1938);
- священник Inigo Maximilian König (1938 — 1964);
  - Sede vacante — с 1964 года по настоящее время.

## Источник
- Annuario Pontificio, Libreria Editrice Vaticana, Città del Vaticano, 2003, ISBN 88-209-7422-3
- Булла Concreditum Nobis, AAS 22 (1930), стр. 127  (лат.)
- Bolla In infidelium regiones, AAS 30 (1938), стр. 336  (лат.)